# عيسى بن علي آل خليفة
الشيخ عيسى بن علي بن خليفة آل خليفة (1848 - 9 ديسمبر 1932) حاكم البحرين الأسبق من 1 ديسمبر 1869 حتى وفاته في 9 ديسمبر 1932. كان لقبه حكيم البحرين. تعدّ فترة حكمه إحدى أطول فترات الحكم في منطقة الخليج العربي حيث دام 63 عام. اضطر للتنازل عن السلطة بناء على أوامر الممثل السياسي البريطاني الميجور ديلي في عام 1923 على الرغم من أن هذا التنازل لم يتم الاعتراف به أبدا من قبل البحرينيين الذين اعتبروا خليفته حمد مجرد نائب الحاكم حتى موت عيسى في عام 1932.

## السيرة الذاتية
ولد الشيخ عيسى في قلعة الرفاع بالرفاع الغربي بالبحرين في عام 1848 حيث أنه الابن البكر للشيخ علي بن خليفة آل خليفة حاكم البحرين والزبارة من قبل زوجته الشيخة ثاجبة بنت أحمد آل خليفة ابنة الشيخ أحمد بن سلمان آل خليفة. تلقى تعليما خاصا. أعلن حاكما بعدما خلع الوكيل السياسي البريطاني ابن عمه محمد بن عبد الله آل خليفة في 1 ديسمبر 1869. خسر جميع ممتلكاته في شبه جزيرة قطر بشكل عام و الزبارة بشكل خاص في عام 1871 عندما استولى آل ثاني على كامل شبه الجزيرة بمساعدة الدولة العثمانية ثم توقف عن دفع الجزية في السنة التالية. أبرم اتفاق مع بريطانيا بالامتناع عن عقد أي معاهدات أو تعاقدات مع أي قوة أجنبية أخرى أو دولة دون موافقة بريطانية في 22 ديسمبر 1880 (ثم تم تأكيد هذه الاتفاقية باتفاقية أخرى في 13 مارس 1892). أصبح الحاكم الوحيد للبحرين بعد وفاة شقيقه في أكتوبر 1888 (عندما تم تغيير لقبه من رئيس لحاكم البحرين). منح تحية شخصية إطلاق النار من 11 بندقية جنبا إلى جنب مع منحه لقب يسبق اسمه في 22 سبتمبر 1909. أرسى دعائم دولة حديثة وقام بتنظيم قوانين البلد وشؤون الأسرة الحاكمة وأنشأ القضاء وزاد رقعة المزارع في أجزاء مختلفة من البلاد وأسس الموانئ ونظم مصائد الأسماك واللؤلؤ وعزز المرافق الطبية بما في ذلك إنشاء أول عيادة في المنامة في عام 1892 وأول مستشفى حديث في منطقة الخليج العربي في عام 1902 وفيما بعد مستشفى الملكة فيكتوريا التذكاري في عام 1905. أجبر على تسليم مقاليد الحكم إلى الابن الأكبر على قيد الحياة بصفته ولي العهد من قبل السلطات البريطانية في 26 مايو 1923. عاش بعد ذلك في شبه تقاعد في المحرق واستمر في التمتع بحقوقه كحاكم.

## الوفاة تم دفن الشيخ عيسى بن علي آل خليفة في مقبرة المحرق في 10 شعبان 1351ه الموافق 9 ديسمبر 1932 م[5]
توفي في المحرق في 9 ديسمبر 1932 ودفن في مقبرة الرفاع في الرفاع الغربي.

## الأسرة

### الزوجات
1. هيا بنت محمد آل خليفة: ابنة محمد بن سلمان بن أحمد آل خليفة والمطلقة من شقيقه الأصغر، الشيخ أحمد بن علي آل خليفة.
2. نوره بنت محمد آل برغش ابنة محمد بن آل برغش الجبر النعيمي.
3. منيرة بنت عبد الرزاق آل خليفة.
4. عائشة بنت محمد آل خليفة (توفيت في المحرق في 26 ديسمبر 1943) ابنة محمد بن خليفة بن سلمان آل خليفة حاكم البحرين وعائشة الجلاهمة.

### الأبناء والأحفاد
أنجب عيسى بن علي آل خليفة خمسة أبناء وأربع بنات:
1. سلمان: ولد في المنامة في عام 1873. والدته هيا بنت محمد آل خليفة. تلقى تعليما خاصا. عينه والده وليا للعهد في عام 1890. تزوج من عائشة بنت علي آل خليفة (التي تزوجت من بعده في عام 1894 من شقيقه الأصغر حمد بن عيسى آل خليفة حاكم البحرين). توفي بعد أدائه فريضة الحج بالقرب من الرياض عاصمة السعودية في عام 1893 عن عمر ناهز 20 سنة. أنجب ابن واحد وابنتان:
  1. خليفة: ولد في عام 1893. تزوج في 25 أغسطس 1907 من ابنة عمه راشد بن عيسى آل خليفة. توفي في 12 يونيو 1952 عن عمر ناهز 59 سنة. أنجب خمسة أبناء وابنة واحدة:
    1. عيسى: أنجب أربعة أبناء:
      1. سلمان: رئيس الأوقاف السنية بوزارة العدل والشئون الإسلامية والأوقاف.[6]
      2. خليفة.
      3. أحمد: الوكيل المساعد للجنسية والجوازات والإقامة في وزارة الداخلية.[7]
      4. حسام: رئيس ديوان رئيس الوزراء.[8] أنجب ابنان:
        1. دعيج.
        2. عيسى: تزوج في المنامة في 12 يناير 2014 من ابنة خالد بن عبد الله آل خليفة نائب رئيس مجلس الوزراء.

    2. محمد: أنجب ابنان وابنة واحدة:
      1. علي.
      2. خليفة: توفي في مارس 2000.
      3. خالدة: درست في جامعة البحرين والمملكة المتحدة.

    3. عبد الله: ولد في البحرين في مارس 1931. قاضي في المحكمة العليا عام 1963. مدير مجلس العائلة الحاكمة عام 1975. تزوج في 1948 من عائشة بنت أحمد آل خليفة ابنة أحمد آل خليفة. أنجب ثلاثة أبناء وابنتين:
      1. محمد:
        1. عبد الله.
        2. ريم.
        3. دانة.
        4. زين.
        5. لين.

      2. خليفة: تزوج مرتين الأولى من واندا الداغستاني ابنة اللواء غازي محمد الداغستاني الذي شارك في القيادة المشتركة للحلفاء العرب خلال حرب 1948 والمعاون الشخصي لفيصل الثاني ملك العراق والملحق العسكري العراقي في لندن ومديحة عبد الرحمن الجميل والثانية من ثاجبة آل خليفة. أنجب ابنان وثلاث بنات:
        1. عبد الله: والدته ثاجبة آل خليفة.
        2. أحمد: والدته ثاجبة آل خليفة.
        3. راية: والدتها واندا الداغستاني. تزوجت من فهد بن محمد العطية (ولد في 17 أغسطس 1977) الابنك الأكبر لمحمد العطية والجازي الحنزب.
        4. منيرة: والدتها ثاجبة آل خليفة.
        5. لولوة: والدتها ثاجبة آل خليفة.

      3. مبارك: أنجب ابنان وابنتان:
        1. عبد الله.
        2. راشد.
        3. هيا.
        4. مروة.

      4. شيخة: تزوجت دعيج بن خليفة آل خليفة ابن خليفة بن دعيج بن محمد آل خليفة. أنجبت ابنان وثلاث بنات.
      5. لطيفة: تزوجت راشد آل خليفة. أنجبت ابنان.

    4. سلمان.
    5. راشد: رئيس بلدية الحد من 1945 إلى 1957 ثم رئيس بلدية جد حفص عام 1957. أنجب ابن واحد:
      1. علي: أنجب ثلاثة أبناء:
        1. محمد.
        2. خليفة: عميد في قوة دفاع البحرين. ولد في البحرين في 3 أبريل 1957. حصل على شهادة البكالريوس في هندسة الطيران من كلية الدفاع للإدارة والتكنولوجيا، شريفينهام، المملكة المتحدة. ثم درس في كلية الأركان والقيادة الجوية، مونتغومري، الولايات المتحدة. تم تعيينه ملازم ثاني في عام 1976. التحق بالعمل في السلاح الجوي الأميري في عام 1982. عين نائب قائد سلاج الجو من 1991 إلى 1994. عين المحلق العسكري في سفارة البحرين بالولايات المتحدة من 1994 إلى 2001. ترقى إلى رتبة العميد في عام 2001. عين سفيرا الولايات المتحدة من 2001 إلى 2005. ترقى إلى رتبة اللواء في عام 2005. عين رئيس جهاز الأمن الوطني من 2005 إلى 2008. عين سفيرا لدى المملكة المتحدة منذ عام 2008 (أضيف إليه ايرلندا والنرويج والسويد منذ عام 2009). حصل على وسام البحرين من الدرجة الأولى ووسام الاستحقاق الأمريكي عام 2009. تزوج مريم آل خليفة. أنجب ابن واحد وثلاث بنات:
          1. راشد.
          2. دانة.
          3. فاطمة.
          4. آمنة.

        3. عيسى.

    6. غير معروف اسمها: تزوجت عبد الله بن حمد آل خليفة.

  2. فاطمة: تزوجت أحمد بن أحمد آل خليفة (ولد في عام 1888 وتوفي في البحرين في عام 1951) ابن أحمد بن علي آل خليفة. أنجبت ابنة واحدة.
  3. هيا: تزوجت إبراهيم بن خالد آل خليفة (ولد في عام 1873) ابن خالد بن علي آل خليفة وأم إبراهيم بنت خالد آل خليفة. أنجبت ابنان.
2. حمد: حاكم البحرين التاسع.
3. راشد: ولد في المنامة في عام 1877. تلقى تعليما خاصا. توفي بمرض السل في 16 ديسمبر 1902 عن عمر ناهز 25 سنة. أنجب ابنة:
  1. غير معروف اسمها: تزوجت في 25 أغسطس 1907 من خليفة بن سلمان آل خليفة (ولد في عام 1893 وتوفي في 12 يونيو 1952) ابن عمها سلمان بن عيسى بن علي آل خليفة ولي العهد وقتذاك.
4. محمد: ولد في المنامة في عام 1878. والدته مريم حمد آل بن علي. تلقى تعليما خاصا. رئيس بلدية المنامة من 1929 إلى 1938. حصل على وسام النهرين العراقي من الدرجة الثانية في 3 أبريل 1952. تزوج خمس مرات الأولى سعيدة بنت راشد آل خليفة (توفيت في 12 فبراير 1946) والثانية من موزة عبد الله آل بن علي ابنة عبد الله صباح آل بن علي (توفيت في عام 1932) والثالثة شيخة عبد الله أحمد الغتم آل خليفة والرابعة عائشة علي الزايد والخامسة في عام 1933 غير معروف اسمها. أنجب تسعة أبناء وخمس بنات:
  1. أحمد: والدته سعيدة بنت راشد آل خليفة. تزوج مرتين الأولى من نجلاء بنت حمد آل خليفة ابنة حمد بن عيسى آل خليفة والثانية من غير معروفة. أنجب أربعة أبناء:
    1. عيسى: والدته نجلاء بنت حمد آل خليفة. رئيس مجلس إدارة شركة الخليج لصناعة البتروكيماويات. مستشار رئيس الوزراء لشئون الصناعة والنفط. تزوج عائشة بنت علي آل خليفة ابنة عمه علي بن محمد آل خليفة الذي كان يشغل منصب مدير إدارة إمدادات المياه. أنجب ابنان وابنتان:
      1. محمد.
      2. أحمد.
      3. منال: تزوجت خليفة بن علي آل خليفة ابن علي بن خليفة آل خليفة. أنجبت ابنان وثلاث بنات.
      4. مرام: الأمين العام للمبادرة الوطنية لتنمية القطاع الزراعي والمنسق العام لمعرض البحرين الدولي للحدائق.[9] تزوجت من أحمد بن عيسى آل خليفة ابن عيسى بن إبراهيم آل خليفة. أنجبت ابنان وابنة.

    2. عبد الله: أنجب ابن واحد:
      1. راشد: وزير الداخلية من عام 2005.

    3. سلمان: أنجب ستة أبناء:
      1. خليفة.
      2. دعيج: ولد في عام 1953. لواء في قوة دفاع البحرين. رئيس هيئة الأركان من عام 2005. أنجب ابنان وأربع بنات:
        1. خالد.
        2. أحمد.
        3. نوف.
        4. لولوة.
        5. نيلة.
        6. مي.

      3. خالد.
      4. عبد الله.
      5. عبد الرحمن.
      6. حمود.

    4. حمود.

  2. علي: ولد في عام 1899. والدته سعيدة بنت راشد آل خليفة. مدير إدارة إمدادات المياه حتى عام 1967. أنجب ثلاثة أبناء:
    1. خالد.
    2. سلمان.
    3. حسن: أنجب ابن:
      1. راشد: حصل على بكالريوس من الجامعة الأميركية في بيروت، لبنان في عام 1972. عمل في وزارة العمل والشئون الاجتماعية من عام 1973. وصل إلى منصب الوكيل المساعد للشئون الاجتماعية. رئيس مجلس إدارة شركة رعاية الأمومة من 1973 إلى 2002. عضو مجلس إدارة مركز معلومات النساء والأطفال من عام 1993 وعضو المجلس الأعلى للمرأة. تزوج هند بنت سلمان آل خليفة ابن سلمان بن محمد آل خليفة مدير إدارة إمدادات المياه ولولوة بنت محمد آل خليفة رئيس جمعية رعاية الطفل والأمومة. توفي في عام 2002. أنجب ابنان وابنة:
        1. حسن: ولد في عام 1976. مغني وموسيقي في فئة روك أند رول تحت الاسم الفني شيك (الهزة) مع بينزتوك (شجرة الفاصولياء) وبراذرمانديود عام 2004 وماناكين ومقرها في المملكة المتحدة. رئيس مجلس إدارة شركة رعاية الأمومة من 2002 إلى 2005 ثم رئيس مجلس إدارة مجموعة الراشد من عام 2005.
        2. سلمان: ولد في عام 1981. سائق سباقات السيارات. الفائز ببطولة فورميلا بي إم دبليو آسيا لعام 2005. إداري في شركة رعاية الأمومة من 2002 إلى 2005 ثم إداري في مجموعة الراشد من عام 2005.
        3. مروة: ولدت في عام 1974. درست في جامعة ييل. إدارية في شركة رعاية الأمومة من 2002 إلى 2005 ثم إدارية في مجموعة الراشد من عام 2005. متزوجة ولديها طفلان.
        4. عائشة بنت علي بن محمد: متزوجة من عيسى بن أحمد آل خليفة ابن عمها أحمد بن محمد آل خليفة ونجلاء بنت حمد آل خليفة. أنجبت ابنان وابنتان.

  3. عيسى: والدته موزة عبد الله آل بن علي. أنجب ابنان:
    1. سلمان.
    2. محمد.

  4. راشد: ولد في عام 1904. والدته شيخة عبد الله أحمد الغتم آل خليفة. تزوج في الرفاع في 26 يناير 1930 من عائشة مبارك الفاضل ابنة مبارك حمد الفاضل من المنامة. توفي في أكتوبر 1932 عن عمر ناهز 28 سنة. أنجب ولد واحد:
    1. عبد الرحمن.

  5. خليفة: ولد في عام 1912. والدته عائشة علي الزايد. درس في الجامعة الأميركية في بيروت، لبنان ثم مدرسة الشرطة الهندية، ناشيك، الهند. قائد ومشرف على الشرطة من 1937 إلى 1953. مدير إدارة الشرطة ومدير إدارة الأمن العام من 1953 إلى 1961. نائب رئيس الاتحاد البحريني للسيارات من 1954 إلى 1961. مربي وخبير في الخيول الأصيلة. تزوج ثلاث مرات الأولى والثانية غير معروفتان والثالثة في مايو 1951 من امرأة تبلغ من العمر 16 سنة. توفي في 28 مارس 1961 عن عمر ناهز 49 سنة. أنجب خمسة أبناء وأربع بنات:
    1. راشد.
    2. عبد الله: رئيس مؤسسة نقد البحرين في عام 1999.
    3. خالد: مدير إدارة النقل الجوي.
    4. علي: قاضي مدني. توفي في 11 نوفمبر 2001.
    5. دعيج: ولد في المحرق في عام 1938. درس في كلية بريتانيا الملكية البحرية. مساعد مدير إدارة الجمارك والموانيء من 1961 إلى 1970. المدير العام لإدارة الجمارك والموانيء من 1965 إلى 1970. مساعد الوكيل المساعد للجمارك والموانيء بوزارة المالية والاقتصاد الوطني من 1970 إلى 1982. الوكيل المساعد للجمارك والموانيء من 1982 إلى 1995. رئيس ديوان الخدمة المدنية بدرجة وزير 1995 إلى 1999. وزير الكهرباء والمياه من 1999 إلى 2001. رئيس مجلس إدارة الشركة العربية لبناء إصلاح السفن (أسري). نائب رئيس مجلس إدارة مجلس البحرين للتسويق. توفي إثر أزمة قلبية في لندن، المملكة المتحدة في 1 أغسطس 2001 عن عمر ناهز 63 سنة ودفن في مقبرة المحرق. تزوج من عائشة آل خليفة. أنجب ابنان وثلاث بنات:
      1. خليفة: رئيس ديوان ولي العهد من عام 2005.
      2. سلمان.
      3. لميس: تزوجت في عام 1988 من عبد العزيز بن مبارك آل خليفة (ولد في 10 أكتوبر 1962) سفير سابق للبحرين إلى المملكة المتحدة وابن مبارك بن حمد آل خليفة رئيس السابق للمجلس الأعلى للصحة.
      4. رانيا.
      5. هالة: رئيس جمعية البحرين للتخلف العقلي. تزوجت من ولي عهد البحرين الحالي سلمان بن حمد آل خليفة (ولد في 21 أكتوبر 1969) ابن الملك حمد بن عيسى بن سلمان آل خليفة وسبيكة بنت إبراهيم آل خليفة. أنجبت ابنان وابنة واحدة.

    6. عائشة: تزوجت من سلمان بن خليفة آل خليفة ابن خليفة بن حمد آل خليفة.
    7. مريم: تزوجت عيسى بن دعيج آل خليفة. ابن دعيج بن حمد آل خليفة.
    8. حصة.
    9. نجلاء.

  6. إبراهيم: ولد في المحرق في عام 1919. والدته عائشة علي الزايد. تزوج من فاطمة بنت سلمان آل خليفة الابنة الكبرى لحاكم البحرين سلمان بن حمد آل خليفة. توفي في عام 1982 عن عمر ناهز 63 سنة. أنجب ستة أبناء وخمس بنات:
    1. خليفة: وزير الإسكان السابق. رئيس مجلس إدارة مجموعة ريادة. أنجب ابن:
      1. حصة: حصل على بكالريوس في عام 1998 ثم الماجستير في عام 2002 من كلية لندن للاقتصاد. عضو المجلس الأعلى للمرأة من 2001 إلى 2004 ثم عضو دائمة في المجلس الأعلى للمرأة من عام 2004. المديرة التنفيذية لإنجاز البحرين منذ عام 2005 وعضوة في حركة سوزان مبارك للسلام العالمي للمرأة وحركة القيادات العربية الشابة في البحرين. تزوجت من عبد الله بن حمد آل خليفة (ولد في عام 30 يونيو 1975) الممثل الشخصي للملك رئيس الهيئة العامة لحماية الثروة البحرية والبيئة والحياة الفطرية رئيس اللجنة العليا لمعرض البحرين الدولي للطيران والابن الثاني للملك حمد بن عيسى بن سلمان آل خليفة ملك مملكة البحرين و الأميرة سبيكة بنت إبراهيم آل خليفة. أنجبت ابنان وابنة واحدة.

    2. محمد.
    3. راشد: توفي في 26 ديسمبر 2009.
    4. حمد.
    5. علي.
    6. عيسى: ولد في المحرق في عام 1941. عمل في قوة دفاع البحرين. مدير عام الهيئة العامة للتأمينات الاجتماعية من 1976 إلى 2004. عضو مجلس إدارة العائلة المالكة من 1993. مستشار ديوان ولي العهد من عام 2004. توفي في 6 يوليو 2010 عن عمر ناهز 69 سنة ودفن في مقبرة الرفاع. أنجب أربعة أبناء:
      1. أحمد.
      2. سلمان.
      3. حمد.
      4. إبراهيم.

    7. سبيكة: ولدت في المحرق في عام 1948. والدتها فاطمة بنت سلمان آل خليفة. تزوجت في الرفاع في 9 أكتوبر 1968 من الملك حمد بن عيسى بن سلمان آل خليفة.

  7. سلمان: ولد في عام 1920. والدته عائشة علي الزايد. درس في كلية فيكتوريا بالإسكندرية، مصر ثم الجامعة الأميركية في بيروت باللبنان. عين رئيسا لإدارة إمدادات المياه عام 1967. تزوج من لولوة بنت محمد آل خليفة رئيسة جمعية رعاية الطفل والأمومة ابن محمد بن عبد الله آل خليفة رئيس مجلس حكم الدولة ونجلاء بنت خالد آل خليفة. توفي في عام 1970 عن عمر ناهز 50 سنة. أنجب أربعة أبناء وابنة:
    1. خليفة: ولد في 10 أغسطس 1947. درس في مدرسة عمر بن الخطاب بالمحرق ثم مدرسة بارماناه الثانوية ثم حصل على البكالريوس من الجامعة الأمريكية في بيروت باللبنان ثم كلية وارتون في جامعة بنسلفانيا بالولايات المتحدة. عين وزيرا للعمل والشئون الاجتماعية. قام بتأليف كتابي: تطوير صناعات النفط في البحرين وتنمية القوى العاملة في البحرين. حصل على وسام الفاتح من سبتمبر الليبي. تزوج من امرأة غير معروفة. توفي في يوليو 1993 عن عمر ناهز 46 سنة. أنجب أربعة أطفال.
    2. أحمد.
    3. راشد.
    4. جابر.
    5. هند: حصلت على بكالريوس من الجامعة الأمريكية في بيروت باللبنان. انضمت للعمل في وزارة العمل والشئون الاجتماعية في عام 1973. وصلت إلى منصب الوكيل المساعد للشئون الاجتماعية. عضوة مجلس إدارة شركة رعاية الأمومة. عضو مجلس إدارة مركز معلومات النساء والأطفال من عام 1993. عضو في المجلس الأعلى للمرأة. تزوجت من راشد بن حسن آل خليفة. أنجبت ابنان وابنة.

  8. حمد: ولد في عام 1921. والدته عائشة علي الزايد. درس في كلية فيكتوريا بمصر وجامعة ستانفورد بالولايات المتحدة. عين رئيس مكتب الهجرة. تزوج في مايو 1950 من هيا بنت خليفة آل خليفة ابنة خليفة بن حمد آل خليفة. توفي إثر حادث سيارة في عام 1960 عن عمر ناهز 39 سنة. أنجب ابنان:
    1. راشد.
    2. خالد.

  9. عبد العزيز: والدته عائشة علي الزايد.
  10. حصة: والدتها سعيدة بنت راشد آل خليفة.
  11. فاطمة: ولد في عام 1928. والدتها عائشة علي الزايد. تزوجت من سلمان بن علي آل خليفة ابن علي بن خليفة آل خليفة ومريم الغرير. توفيت في عام 1996 عن عمر ناهز 68 سنة. أنجبت ابنة.
  12. موزة: والدتها عائشة علي الزايد.
  13. شيخة: والدتها عائشة علي الزايد. تزوجت من أحمد بن محمد آل خليفة (ولد في عام 1934 وتوفي في البحرين في 1 سبتمبر 1991. ابن محمد بن خليفة آل خليفة وعائشة بنت أحمد آل خليفة. أنجبت ثلاثة أبناء وثلاث بنات.
  14. غير معروف اسمها: تزوجت من الشيخ حسن عيسى الغتم آل خليفة ابن عيسى أحمد خليفة الغتم آل خليفة من الرفاع.
5. عبد الله: ولد في المحرق في عام 1883. والدته عائشة بنت محمد آل خليفة. تلقى العلم في البحرين والبصرة بالعراق. رئيس بلدية المنامة من 1919 إلى 1920 ثم من 1938 إلى 1956. رئيس بلدية المحرق من 1927 إلى 1937. رئيس مجلس التعليم والمدارس العامة من 1919 إلى 1931. رئيس القضاة من 1931 إلى 1938. عضو المجلس الإداري من 1956 إلى 1961 ثم عضو مجلس الدولة من 1961 إلى 1966. وزير التربية والتعليم من 1960 إلى 1961. حصل على وسام جورج السادس في عام 1937 ووسام الملكة إليزابيث الثانية في عام 1953 وميدالية النهرين العراقية من الدرجة الثانية في 3 أبريل 1952 ووسام الأرز من الدرجة الثانية من اللبنان. تزوج أربع مرات الأولى من هيا بنت سلمان آل خليفة ابن سلمان بن دعيج آل خليفة والثانية في ديسمبر 1913 من أخت نايف الهاجري والثالثة في أبريل 1941 من لولوة بنت أحمد آل خليفة الزوجة السابقة لابن عمه أحمد بن علي آل خليفة والرابعة في 29 يناير 1949 من إمراة (ولدت في عام 1931) ابنة سيد إبراهيم من الحد. توفي في البحرين في 23 أبريل 1966 عن عمر ناهز 83 سنة ودفن في مقبرة الرفاع. أنجب أربعة أبناء وعدة بنات:
  1. محمد: ولد في عام 1901. والدته هيا بنت سلمان آل خليفة. رئيس مجلس الدولة. تزوج مرتين الأولى غير معروفة والثانية نجلاء بنت خالد آل خليفة (ولدت في عام 1912 وتوفيت في القاهرة بمصر في عام 1992 ودفنت في البحرين) ابنة خالد بن علي آل خليفة ولطيفة بنت عبد الرزاق آل خليفة. توفي في 2 مارس 1939 عن عمر ناهز 38 سنة. أنجب سبعة أبناء وابنتان:
    1. خليفة: رئيس بلدية الحد. أنجب خمسة أبناء:
      1. علي.
      2. محمد: أنجب ثلاثة أبناء:
        1. خالد.
        2. هشام.
        3. سعود.

      3. دعيج: أنجب ابن:
        1. سلمان.

      4. متعب.
      5. حمود.

    2. خالد: ولد في عام 1926. درس في جامعة القاهرة. عين الرئيس التنفيذي للهجرة. المدير العام للجمارك والموانيء. قوضي في المحكمة الصغرى في عام 1950. رئيس القضاة من 1969 إلى 1970. عضو مجلس الدولة في عام 1970. مدير إدارة العدل من 1970 إلى 1971. وزير العدل من 1971 إلى 1974. وزير الإسكان من 194 إلى 1975. تزوج من امرأة من بني خالد. أنجب ثلاثة أبناء:
      1. محمد: أنجب ابن:
        1. خالد.

      2. سلمان.
      3. عبد الله.

    3. سلمان: توفي في عام 1989.
    4. عبد العزيز: ولد في المحرق في عام 1932. والدته نجلاء بنت خالد آل خليفة. درس في مدرسة الهداية الخليفية بالمحرق ثم مدرسة حلوان الثانوية ثم حصل على شهادة البكالريوس من جامعة القاهرة كما درس في مدرسة الدراسات الشرقية والإفريقية. مفتش عام للتعليم من 1959 إلى 1969. مدير عام التعليم من 1969 إلى 1971. نائب وزير التربية والتعليم ورئيس اللجنة التنفيذية لكلية الخليج التقنية من 1970 إلى 1971. وزير التربية والتعليم من 1972 إلى 1981. تزوج في 19 يوليو 1957 من مريم بنت علي آل خليفة ابنة عمه علي بن عبد الله آل خليفة. أنجب ابن وابنتين:
      1. هشام: وكيل وزارة التربية والتعليم للموارد والخدمات حتى عام 2015.
      2. لولوة.
      3. سهير.

    5. عبد الرحمن: والدته نجلاء بنت خالد آل خليفة. تزوج من هيا بنت علي آل خليفة الابنة الصغرى لعمه علي بن عبد الله آل خليفة وشريفة بنت زيد الزايد. أنجب أربعة أبناء وثلاث بنات:
      1. راشد: تزوج من منيرة بنت أحمد آل خليفة عضوة اللجنة العليا لمعرض البحرين الدولي للحدائق ورئيسة نادي حديقة البحرين ابنة أحمد بن محمد آل خليفة وشيخة بنت محمد آل خليفة. أنجب ثلاثة أبناء وابنة:
        1. محمد: تزوج من منيرة بنت محمد آل خليفة ابنة محمد بن خليفة آل خليفة ومريم بنت سلمان آل خليفة. أنجب ابنة:
          1. فاطمة.

        2. عبد الرحمن.
        3. أحمد.
        4. نجلاء.

      2. علي.
      3. محمد: ولد في 1958. درس في جامعة سوفولك ببوسطون ثم في جامعة وستمنستر بلندن ثم جامعة فرجينيا بشارلوتسفيل. مدير تنفيذي تحت التدريب في شركة نفط البحرين. مدير مكتب وزير النفط. مدير إدارة النفط والغاز في هيئة النفط والغاز الوطنية. مراقب مالي في وزارة النفط. عضو مجلس إدارة شركة البحرين لتزويد وقود الطائرات (بافكو) من 2005 إلى 2008. عضو لجنة الغاز الوطنية. عضو لجنة خصخصة محطات البنزين. توفي في 2021.
      4. ناصر.
      5. مها.
      6. مايسة.
      7. مروة.

    6. إبراهيم: والدته نجلاء بنت خالد آل خليفة.
    7. عيسى: ولد في المحرق في 25 نوفمبر 1938. مراقب عام جماعة الإخوان المسلمون في البحرين من 1963 إلى 2015. توفي في 13 أغسطس 2015. أنجب ثلاثة أبناء.
    8. لولوة: والدتها نجلاء بنت خالد آل خليفة. رئيس جمعية رعاية الطفل والأمومة ومؤسسة الأمل لفاقدي البصر. تزوجت من سلمان بن محمد آل خليفة (ولد في عام 1920 وتوفي في عام 1970) ابن محمد بن عيسى آل خليفة وعائشة علي الزايد. أنجبت أربعة أبناء وابنة.
    9. حصة: توفيت في البحرين في 21 يونيو 2009.

  2. راشد: ولد في عام 1904. أنجب أحد عشر ابن والعديد من البنات:
    1. عيسى: ولد في المحرق في عام 1939. درس في مدرسة الهداية الخليفية بالمحرق ثم مدرسة المنامة الثانوية ثم جامعة عين شمس حيث حصل على شهادة البكالريوس في القانون في عام 1963. مقدم برامج في الرياضة والشعر في إذاعة البحرين من عام 1963. قاضي من عام 1963 إلى 1968. المستشار القانوني للحرس الوطني في عام 1968. نائب قائد الجيش. وكيل مساعد في وزارة الدفاع حتى عام 1976. وكيل وزارة الإعلام من 1976 إلى 1987. رئيس المجلس الوطني للثقافة والفنون والآداب من 1978 إلى 1988. رئيس المؤسسة العامة للشباب والرياضة بدرجة وزير من 1988 إلى 1999. نائب رئيس المجلس الأعلى للشباب والرياضة. الرئيس الفخري لنادي البحرين الرياضي من عام 1973. تولى رئاسة الاتحاد البحريني لكرة القدم واللجنة العربية للإعلام واللجنة الأولمبية البحرينية. الرئيس الفخري للجنة الأولمبية البحرينية. نائب رئيس الاتحاد العربي لكرة القدم. عضو لجنة التحكيم الأولمبية ولجنة العلاقات الدولية. تزوج من شيخة بنت سلمان آل خليفة ابنة حاكم البحرين سلمان بن حمد آل خليفة. أنجب ابنان:
      1. عبد الله.
      2. سلمان.

    2. أحمد: أنجب ثلاثة أبناء:
      1. خليفة.
      2. خالد.
      3. فهد.

    3. محمد: أنجب ابنان:
      1. عبد الله: سفير مملكة البحرين السابق لدى الولايات المتحدة وكندا.[10]
      2. علي: رئيس الاتحاد البحريني للبولنغ.

    4. مبارك: أنجب ابن واحد:
      1. محمد.

    5. عبد الرحمن: أنجب ابن:
      1. راشد.

    6. حسن.
    7. خالد.
    8. خليفة: رئيس محكمة أمن الدولة الثالثة في عام 1998. نائب رئيس المجلس الأعلى للقضاء. رئيس محكمة النقض ورئيس المحكمة العليا في البحرين.
    9. علي.
    10. صباح.
    11. عادل.
    12. حمد.
    13. هيا: ولدت في عام 1952. محامية ومستشارة قانونية ودبلوماسية.

  3. علي: والدته لولوة بنت أحمد آل خليفة. تزوج من شريفة زيد الزايد. أنجب ابنين وابنتين:
    1. أحمد.
    2. عيسى: أنجب ابن:
      1. علي.

    3. مريم: تزوجت في 19 يوليو 1957 من عبد العزيز بن محمد آل خليفة (ولد في المحرق في عام 1932) وزير التربية والتعليم السابق وابن عمها محمد بن عبد الله آل خليفة ونجلاء بنت خالد آل خليفة. أنجبت ابن وابنتين.
    4. هيا: تزوجت من عبد الرحمن بن محمد آل خليفة ابن عمها محمد بن عبد الله آل خليفة ونجلاء بنت خالد آل خليفة. أنجبت أربعة أبناء وثلاث بنات.

  4. حمد: رئيس بلدية الحد من 1957 إلى 1960. توفي في لندن في سبتمبر 1960. أنجب ستة أبناء:
    1. خليفة.
    2. حمد.
    3. محمد: أنجب ابن:
      1. أحمد: محافظ مؤسسة نقد البحرين. وزير المالية من عام 2005.

    4. صباح.
    5. خالد.
    6. دعيج: تزوج شيخة بنت عيسى آل خليفة ابنة حاكم البحرين عيسى بن سلمان آل خليفة وحصة بنت سلمان آل خليفة. أنجب ابنان وثلاث بنات:
      1. سعود.
      2. سلطان.
      3. حصة.
      4. مضاوي.
      5. عنود.

  5. نجلاء.
  6. حصة: توفيت في 5 مايو 2010.
  7. شيخة: تزوجت في الحد في 13 أبريل 1934 من دعيج بن حمد آل خليفة (ولد في عام 1915 وتوفي في لندن في 22 أبريل 1969) رئيس القضاء ووزير العدل السابق وهو ابن عمها حاكم البحرين حمد بن عيسى بن علي آل خليفة.أنجبت خمسة أبناء وابنتان.
  8. نورة: والدتها لولوة بنت أحمد آل خليفة. توفيت في 21 يونيو 2000.
  9. غير معروف اسمها: تزوجت في عام 1927 من مبارك بن حمد آل خليفة (ولد في عام 1910) رئيس مجلس الصحة وابن عمها حاكم البحرين حمد بن عيسى بن علي آل خليفة.
  10. غير معروف اسمها: تزوجت من إبراهيم بن خالد آل خليفة.
  11. غير معروف اسمها: تزوجت من عبد الله بن حمد آل خليفة (ولد في عام 1911) رئيس مجلس التجارة وابن عمها حاكم البحرين حمد بن عيسى بن علي آل خليفة.
  12. غير معروف اسمها: تزوجت في 22 أبريل 1935 من أحمد بن حمد آل خليفة (ولد في عام 1918) ابن عمها حاكم البحرين حمد بن عيسى بن علي آل خليفة.
6. نورة: تزوجت إبراهيم بن خالد آل خليفة (ولد في عام 1873) الابن الأكبر لخالد بن علي آل خليفة محافظ الرفاع. أنجبت ابنة.
7. غير معروف اسمها: تزوجت مرتين الأول من علي بن أحمد آل خليفة ابن أحمد بن علي آل خليفة وقد أنجبت منه والثاني من سلمان بن خالد آل خليفة.
8. موزة.
9. منيرة: والدتها منيرة بنت عبد الرزاق آل خليفة. تزوجت من خليفة بن أحمد آل خليفة (ولد في عام 1875) ابن عمها أحمد بن علي آل خليفة. توفيت في الرفاع في عام 1955 ودفنت في مقبرة الرفاع. أنجبت ثلاثة أبناء وابنتان.